# 馬爾科區
馬爾科區（西班牙語：Distrito de Marco），是秘魯的一個區，位於該國中部胡寧大區的豪哈省，始建於1907年10月16日，面積28.8平方公里，海拔高度3,461米，2005年人口2,526，人口密度每平方公里88人。